# Наресуан
Наресуан, также Наресуан Великий, Санпхет II (тайск. นเรศวร, 25 апреля 1555, Пхитсанулок — 25 апреля 1605, Вианг-Хэнг) — король Сиама в Аюттхайский период, с 1590 по 1605 год. В его правление Сиам достиг наибольшего размера за всю историю.

## Биография
Наресуан родился во дворце в Пхитсанулоке. Его отцом был Маха Тхаммарача, позже, в 1569 году, ставший царём Аюттхаи под именем Санпхет I.
Вторая половина XVI века отмечена острым соперничеством между Бирмой (Хонгсавади) и государством Аютия (Сиамом). В 1569 году бирманцы оккупировали Аютию, столицу Сиама, вероятно, при помощи предательства. В декабре этого года они назначили Маху Тхаммаачу царём, а двух его сыновей, Наресуана (в возрасте 14 лет) и Экатхотсарота, взяли в заложники в Бирму. Там они получили военную подготовку, одну из лучших в Юго-Восточной Азии.
В 1571 году бирманцы, убедившись в лояльности Санпхета I, позволили Наресуану вернуться в Сиам. Отец назначил его правителем Пхитсанулока, на севере страны. Здесь Наресуану пришлось воевать с Камбоджей, которой он смог нанести несколько военных поражений. Одновременно он смог убедиться, что сиамская армия по вооружению и подготовке существенно уступала бирманской и не могла бы с ней сражаться на равных. Поэтому он набрал новую армию из добровольцев и провёл её тактическую подготовку.
В 1575 году Камбоджа напала на Сиам и едва не захватила Аютию, но Наресуану удалось организовать сопротивление и одержать победу. Одновременно его отец укреплял столицу и северные города, что вызывало раздражение у Бирмы. В 1584 году переоснащение войск и строительство защитных сооружений было закончено, после чего Наресуан с разрешения отца объявил об окончании вассальной зависимости по отношению к Бирме. Бирманцы немедленно напали на север Сиама, и Наресуан встретил их тактикой выжженной земли, уничтожив поля и уведя либо отравив скот. Он также организовал партизанские нападения на бирманскую армию, и те были вынуждены уйти с территории Сиама.
В 1586 году Наресуан напал на государство Ланна, бывшее буфером между Бирмой и Сиамом, и захватил его столицу Чиангмай, тем самым отодвинув границу Сиама непосредственно к Бирме. В следующем году и Бирма, и Камбоджа пытались захватить Аютию, но безрезультатно.

### Правление
В 1590 году Санпхет I умер, и Наресуан, уже до этого фактически управлявший государством, стал царём под именем Санпхет II. В 1591 году Бирма вновь напала на Сиам двумя армиями, пытавшимися подойти к Аютии с севера и с юга. Около Нонг-Сараи (сейчас провинция Супханбури) произошло сражение, в котором Наресуан убил наследника бирманского престола Минчит Сра, после чего бирманские войска были выведены из Сиама.
После этого в 1592 году Наресуан вторгся в Бирму сам, захватив Тенассерим, Тавой и Мартабан. Так как реакции со стороны Бирмы не последовало, в 1593 году со стотысячной армией Наресуан вторгся в Камбоджу и прогнал царя с семьёй в Лаос, после чего Камбоджа навсегда перестала быть существенной военной угрозой для Юго-Восточной Азии.
Одновременно Наресуан был первым сиамским правителем, установившим отношения с европейцами. В 1598 году были установлены торговые отношения с Испанией.
В 1605 году Наресуан погиб во время военного похода в Муанг-Ханг на границе с Бирмой. По одним сведениям, он погиб в бою, по другим — умер от эпидемии инфекционной болезни, вероятно, оспы.
Царь Наресуан был женат на принцессе Чао Круа Маничан. Он не оставил детей. Ему наследовал брат Экатхотсарот под именем Санпхет III.

## В искусстве
- Фильм «Великий завоеватель/Король Наресуан» целиком освещает жизнь Наресуана: от самого детства до восхождения к высотам славы.
- В фильме «Ямада: самурай Аюттайи» сюжет разворачивается во времена правления царя Наресуана.